# Réserve naturelle de Geitland
La réserve naturelle de Geitland est une aire protégée d'Islande située dans l'Ouest du pays et créé en 1988. Mesurant 117,5 km2 de superficie, elle couvre l'intégralité du Geitlandshraun, un désert de lave, ainsi que la Hafrafell, la Nyrðra-Hádegisfell, la Syðra-Hádegisfell et le flanc Nord du Prestahnjúkur, d'anciens volcans sous-glaciaires. La réserve est délimitée au nord par la Hvítá et la Hafragil, à l'ouest par la Geitá et à l'est par le front glaciaire du Langjökull.